# 岡藤五郎
岡藤 五郎（おかふじ ごろう、1924年9月30日 - 1978年7月20日）は、日本の古生物学者。山口県美祢市伊佐町出身。

## 人物
秋吉台の哺乳動物の化石研究、大嶺炭田の三畳紀の植物化石、秋吉台の洞穴動物の研究等を行う。ニホンオオツノシカなど哺乳類を中心に化石約20万点を採集し、その多くは美祢市歴史民俗資料館等に保存されている。

## 生涯
- 1924年9月30日　山口県美祢市伊佐町生まれ。
- 旧制大津中学校卒業。
- 朝鮮総督府水原農林専門学校博物科卒業。
- 1945年　県立豊浦中学校教諭
- 1952年　山口県立大嶺高等学校教諭。
- 1956年　秋吉台学術洞穴調査団、秋吉台洞穴総合学術調査団に古生物担当で参加。
- 1964年　山口県科学教育功労賞受賞。
- 1968年　美祢市学術文化功労賞受賞。
- 1978年7月20日　化石採集中に急逝。享年55。

## 著書
- 岡藤五郎『秋吉台および周辺の化石図集』山口県教育財団、1971年。 NCID BN08491207。

## 論文
- 国立情報学研究所収録論文 国立情報学研究所

## 受賞
- 山口県科学教育功労賞1964年
- 美祢市学術文化功労賞1968年